# Wichita Recordings

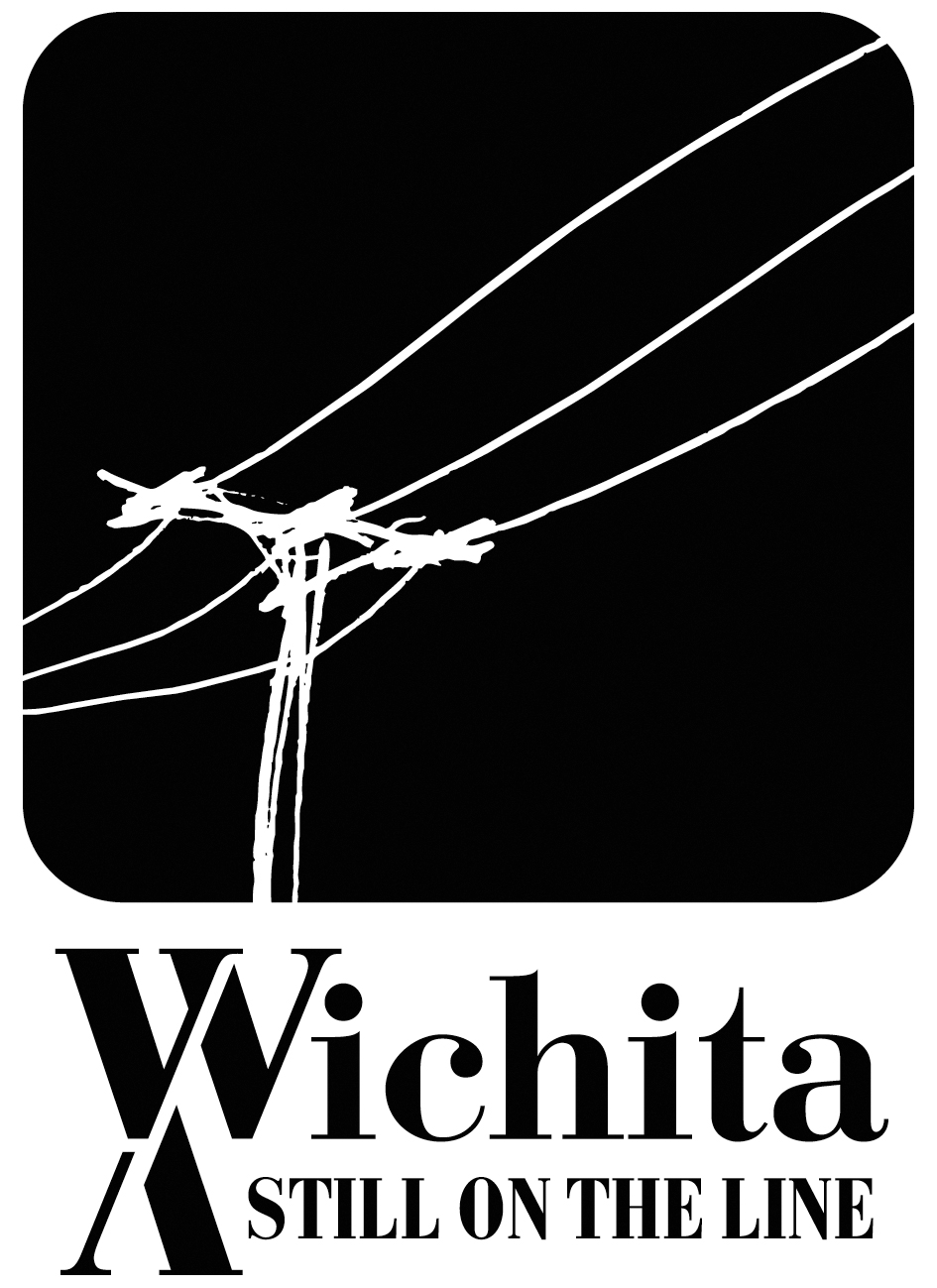
Logo de Wichita Recordings (2015)

Wichita Recordings est un label indépendant de rock indépendant basé à Londres, en Angleterre.
Parmi les artistes les plus connus qui y sont signés, on retrouve Bloc Party, Bright Eyes, Yeah Yeah Yeahs, Peter Bjorn and John, Clap Your Hands Say Yeah et My Morning Jacket.

## Artistes
- Bloc Party
- Brave Captain
- Bright Eyes
- The Bronx
- The BumbleBeez
- Canyon
- Clap Your Hands Say Yeah
- The Cribs
- Desaparecidos
- The Dodos
- The Drips
- Espers
- Euros Childs
- Froth
- Giant Drag
- Girlpool
- Her Space Holiday
- Kele
- Kid606
- Les Savy Fav
- Los Campesinos!
- My Morning Jacket
- Northern State
- The Pattern
- Peter Bjorn and John
- Ruby
- Simian Mobile Disco
- Saul Williams
- Times New Viking
- Wauvenfold
- Waxahatchee
- Weevil
- Yeah Yeah Yeahs